# Bettys Diagnose
Bettys Diagnose ist eine deutsche Fernsehserie des ZDF. Diese Krankenhausserie beschäftigt sich mit den privaten und beruflichen Geschehnissen rund um die Krankenschwester Elisabeth „Betty“ Hertz. Seit der zehnten Staffel übernimmt sie in der Aufnahmestation der fiktiven Aachener Karlsklinik die Leitung des Pflegedienstes von Bettina „Betty“ Weiss, die in der vierten Staffel Bettina „Betty“ Dewald in dieser Hauptrolle nachfolgte.
Als Titelmelodie dient eine Neuinterpretation des ursprünglich von den Beatles gesungenen Liedes Help!.

## Handlung

### Staffel 1–3
Krankenpflegerin Bettina „Betty“ Dewald ist leitende Stationsschwester auf der Aufnahmestation in der Aachener Karlsklinik. Gemeinsam mit ihrer Freundin und Kollegin Lizzy Riedmüller und Schwesternschülerin Talula Pfeifer betreut sie die Patienten der Station und unterstützt dabei Oberarzt Dr. Behring, der zu Beginn der Serie an die Karlsklinik wechselt, und den Arzt in Weiterbildung (AiW) Tobias Lewandowski. Aufgrund ihrer teils eigenwilligen Methoden gerät „Betty“ Dewald dabei auch öfter mit der Pflegedienstleiterin der gesamten Klinik Mechthild Puhl aneinander.
Auch im Privatleben von Bettina Dewald läuft einiges durcheinander: Nachdem ihr Freund Tamás Liszt sie nach einem Streit mit einem One-Night-Stand betrogen hat und nun Vater eines Kindes ist, trennt sich die Krankenpflegerin von ihm.
In der letzten Episode der zweiten Staffel wird Dr. Behring zum kommissarischen Chefarzt, Dr. Helena von Arnstett zur Leiterin der Aufnahmestation und Tobias Lewandowski zum Stationsarzt befördert. In der Schlussszene wird Dr. Behring von einem Patienten angeschossen, die Zuschauer bleiben im Unklaren darüber, ob er letztlich überlebt oder stirbt.
Am Ende der dritten Staffel verlässt Betty Dewald die Karlsklinik.

### Staffel 4
Betty Weiss kommt als neue leitende Stationsschwester der Aufnahmestation in die Karlsklinik. Im Gegensatz zu Betty Dewald ist sie in einer langjährigen Beziehung. Sie ist mit ihrer Jugendliebe Oliver „Olli“ Weiss verheiratet, mit dem sie auch einen gemeinsamen Sohn, Yannick, hat. Da die anderen Schwestern, allen voran Lizzy und Talula, Betty Dewald vermissen, sind sie ihr gegenüber anfangs sehr zurückhaltend. Dies ändert sich, als sie Talula bei der Geburt ihres Kindes beisteht.
Yannick Weiss hatte als Kind einen Nierentumor, weswegen ihm eine Niere entnommen wurde und er lange auf eine regelmäßige Dialyse angewiesen war. Im Laufe der Staffel entwickeln sich bei ihm Symptome, deren Ursprung zunächst ungeklärt bleibt. Um Betty beizustehen, kommt ihre beste Freundin Hanna Winter aus Hamburg angereist. Als Lizzy mit ihrem neuen Freund und späteren Ehemann, dem Kapitän Ben Kramer, auf Kreuzfahrt geht und nicht mehr zurückkommt, wird Hanna ihre Nachfolgerin auf Station und zieht auch in die WG von Talula, Dr. Lewandowski und dem gemeinsamen Sohn Emil ein. Neue Schwesternschülerin der Aufnahmestation wird Ava Edemir, die Nichte des Kioskwagenbesitzers Safi Edemir.
Nachdem Yannick wieder gesund geworden ist, fliegt Dr. Behring Betty Dewald nach, um mit ihr endlich in einer Beziehung sein zu können. Neuer leitender Stationsarzt auf der Station wird Dr. Frank Stern, Bettys Erzfeind aus der Schule. Während Betty in Dr. Stern den Jungen sieht, der ihr ihre Schulzeit zur Hölle gemacht hat, hat dieser nur Augen für ihre beste Freundin Hanna, was zu weiteren Spannungen zwischen Betty und ihm führt.

### Staffel 5
In der Zeit, in der Yannick in Guatemala ein Auslandsjahr macht, versuchen Betty und Olli, sich als Paar wieder näherzukommen. Olli schlägt als Lösung eine vorübergehende räumliche Trennung der beiden vor, was sich aber nicht als wirkliche Lösung der Probleme erweist. Hanna ist währenddessen glücklich mit Dr. Stern und auch Talula und Dr. Lewandowski sind in einer festen Beziehung.
Am Tag des Jubiläumsballes der Karlsklinik werden Dr. Stern und Betty immer wieder an ihre gemeinsame Vergangenheit erinnert. Die beiden küssen sich, nachdem Dr. Stern ihr aus Versehen das Kleid zerrissen hat. Betty entscheidet, dass der Kuss keine Bedeutung hat, weswegen beide sowohl Hanna als auch Olli nichts erzählen. Olli und Betty beschließen, wieder zusammenzuziehen, und fangen gemeinsam eine Paartherapie an. Im Rahmen der Therapie sollen sie eine Liste erstellen mit Pros und Contras für ihre Ehe. Betty schreibt den Kuss mit Dr. Stern auf, entscheidet sich aber dagegen, es Olli zu erzählen. Dafür findet Talula die Liste und setzt sie unter Druck, es vor allem Hanna zu erzählen. Nachdem sie es erst Hanna und dann Olli erzählt hat, trennt sich Hanna von Dr. Stern und es kommt zum Streit zwischen Betty und Hanna sowie Betty und Olli. Während sich Betty und Hanna wieder versöhnen, beschließt Olli, die gemeinsam geplante Traumreise nach Südamerika alleine anzutreten, da er glaubt, dass zwischen Betty und Dr. Stern mehr Gefühle im Spiel sind, als sie sich eingestehen.
Die Staffel endet damit, dass Dr. Stern seiner Großmutter gesteht, dass er Betty liebt, sich aber nicht traut, es ihr zu sagen.

### Staffel 6
Dr. Frank Stern erfährt, dass Olli alleine verreist ist. Nun versucht er, Betty näherzukommen, und sagt ihr, dass er sie liebt. Anfangs traut sie sich nicht, aber Hanna redet ihr ins Gewissen, und Betty lässt sich auf ein Date mit Frank ein. Nach der Hochzeit von Talula und Dr. Tobias Lewandowski erwidert Betty das Liebesgeständnis von Frank. Talula und Tobias wollen in die Flitterwochen fliegen, doch kurz zuvor hat Talula einen schweren Autounfall und stirbt.
Während Tobias versucht, mit Hilfe von Hanna den Verlust seiner Frau zu verarbeiten und gleichzeitig ein guter Vater zu sein, kommen Yannick und Olli aus Südamerika zurück. Betty und Olli beschließen sich zu trennen, woraufhin Olli aus Aachen wegzieht und Yannick zum Studieren zurück nach Hamburg geht.
Als Ersatz für Talula kommt Pfleger Lukas Hilpert auf die Station. Ava flirtet mit ihm und kann nicht nachvollziehen, warum er ihr Interesse nicht erwidert. Lukas hingegen fängt mit Dr. Helena von Arnstett eine Affäre an und ihr Bruder Prof. Dr. Alexander von Arnstett verliebt sich in Hanna.
Betty und Frank planen gerade einen Kurzurlaub, als Franks Großmutter Ilse Stern in die Klinik eingeliefert wird und schließlich verstirbt. Nachdem Betty und Frank schon einen Streit wegen ihres Umzuges zu Frank hatten, kommt es erneut zum Streit, da Frank sich zeitnah Kinder mit Betty wünscht. Betty erwidert diesen Wunsch, möchte aber noch warten.
Sie bemerkt, dass sie überfällig ist, kann aber nicht mit Frank darüber sprechen, da sie noch zerstritten sind. Frank und sie verabreden sich zu einer Aussprache, doch bevor sie sich treffen, will Betty einen Schwangerschaftstest machen. Dazu kommt es aber nicht mehr, weil sie überfallen wird und mit einer Stichwunde im Bauch zusammenbricht. Die Staffel endet damit, dass die Zuschauer im Unklaren bleiben, ob sie überlebt.

### Staffel 7
Betty überlebt den Überfall und sie und Frank nähern sich wieder an, doch schon bald bricht der Streit über die Schwangerschaft wieder hervor. Die Schreinerin Sanne Peters arbeitet auf der Station und aus der ärztlichen Versorgung eines Splitters durch Dr. Tobias Lewandowski wird mehr. Dr. Helena von Arnstett entdeckt die Affäre ihres Bruders mit Hanna und in einer Übersprunghandlung macht sie das erste Mal mit Lukas Schluss, was zu einer On-Off-Beziehung führt.
Dr. Stern erfährt, dass er aus einer früheren Affäre eine halbwüchsige Tochter hat, Emily Hansen, die aus Hamburg kommt, weil ihre Mutter Paula Hansen nach einem Unfall im Koma liegt. Betty unterstützt Frank und vermittelt zwischen Vater und Tochter. Unterdessen rät Frank seinem Freund Tobias, sich auf Sanne einzulassen, was zum Erfolg führt.
Durch Ava werden Mechthild Puhl die Augen geöffnet, dass sich der Patient und Winzer Konrad Wagner für sie interessiert. Sie erliegt seinem Charme.
Schweren Herzens trennt sich Hanna von Dr. Alexander von Arnstett, da sie erkennt, dass sie immer nur sein Anhängsel sein wird. Um endgültig ihre frühere Freiheit zurückzuerobern, verlässt sie die Karlsklinik.
Nach einem Sportunfall fährt Emily mit Frank nach Hamburg, um ihre Mutter zu besuchen. Betty wird von Panikattacken heimgesucht, die sie an den vergangenen Überfall erinnern. Sie will sich Frank anvertrauen, als er wieder mit Emily nach Hamburg fährt, weil Paula aufgewacht ist. Als Paula in die Karlsklinik verlegt wird, fällt es Betty schwer, neutral zu bleiben. Außerdem kommt als Ersatz für Hanna Schwester Rike Köhler, die aber schließlich für Betty zur Rettung wird, dass sie sich wegen ihrer Panikattacken professionelle Hilfe holt.
In der Zwischenzeit hat Safi dank eines Kredites von Alexander von Arnstett seine eigene Kneipe eröffnet. Als am Eröffnungsabend Lukas Helena seine Liebe gesteht, was durch eine Panne aber alle mitbekommen, macht sie endgültig mit ihm Schluss. Unterdessen versucht Paula, unterstützt von Emily, mit Frank an frühere Zeiten anzuknüpfen, doch der entscheidet sich für Betty und Paula fährt mit Emily nach Hamburg zurück.
Rike, die dachte, dass sie eine glückliche Ehe führe, entdeckt, dass ihr Mann Axel eine Geliebte hat, und trennt sich von ihm. Betty und Ava nehmen sie in ihre WG auf. Mechthild Puhl widersteht der Versuchung, zu Konrad in die Pfalz zu ziehen, und bleibt als Single in Aachen. Sanne gerät wegen mangelhafter Schreinerarbeiten mit Mechthild aneinander und auch mit Tobias hat sie Krach. Dr. Stern entdeckt als Ursache für ihre Stimmungsschwankungen und Schwindelattacken einen gutartigen Tumor. Nach geglückter OP wagen Sanne und Tobias mit Emil einen Schritt in eine neue Zukunft. Als neuer Stationsarzt kommt Dr. Tom Koopmann in die Karlsklinik.
Betty wird auf der Station von einer fremden Frau angesprochen, die am nächsten Tag, nachdem sie von einem Auto angefahren wurde, ohnmächtig eingeliefert wird. Sie hat einen Zettel bei sich, auf dem Bettys Name steht. Als Gabriele Sanchez wieder bei Bewusstsein ist, stellt sie sich als Bettys leibliche Mutter vor, die Betty als kleines Kind verlassen hat.

### Staffel 8
Betty Weiss lehnt die Annäherungsversuche ihrer Mutter zunächst ab, nach über dreißig Jahren sei dies zu spät. Doch Gabriele Sanchez gibt nicht auf, sie treffen sich und schließlich erlaubt Betty ihr sogar, vorübergehend bei ihr in der WG zu wohnen. Als Yannick Weiss seine Mutter besucht, versteht er sich gut mit seiner Großmutter. Yannicks Eltern können nicht verhindern, dass er sein Studium abbrechen will. Ein Praktikum als Rettungssanitäter bringt ihn nicht weiter. Doch dann darf er einem Landschaftsgärtner, der als Patient auf Station kommt, dabei helfen, die Parkanlage der Klinik neu zu gestalten. Dies bringt ihn beruflich weiter.
Auf Station gerät Dr. Koopmann mit Dr. Stern und Betty aneinander. Auch bekommt er mit, dass der Krankenpfleger Lukas Drogen genommen hat und Betty ihn nicht anzeigen will. Sie will ihm eine zweite Chance geben. Dies verwendet Koopmann gegen die beiden, sie werden daraufhin vom Dienst suspendiert. Lukas versucht, alle Schuld auf sich zu nehmen. Der Pfleger wird tatsächlich entlassen, Betty ist wieder im Dienst. Lernschwester Ava bereitet sich erneut auf die Abschlussprüfungen vor. Auch setzt sie sich für Lukas ein, dass er wieder in der Karlsklinik arbeiten darf. Dr. Helena von Arnstett macht dies schließlich möglich.
Nachdem Dr. Koopmann und Schwester Rike in Streit geraten sind, treffen sie zufällig abends in Safi Edemirs Kneipe „King Karl“ aufeinander und kommen einander näher. Die beiden verbringen wenig später eine gemeinsame Nacht. Am nächsten Tag auf Station verhält sich Koopmann abweisend Rike gegenüber. Koopmanns Bruder, der sich in Haft befunden hat, kommt als Patient auf Station und bittet um Hilfe. Dr. Koopmann glaubt ihm, dass er sich mit einer Werkstatt selbstständig machen will, und leiht ihm als Startkapital 10.000 Euro. Er muss danach erkennen, dass sein Bruder Mirko ihn betrogen hat.
Dr. Nadira Abbas verstärkt als Vertretungsärztin das Ärzteteam, weil Dr. Helena von Arnstett sich forschend in Boston aufhält. Dr. Abbas kennt Prof. Alexander von Arnstett von früher, sie ist verwitwet und hat eine Tochter. Von Arnstetts Eltern haben einen schweren Unfall, bei dem der Vater stirbt. Katharina von Arnstett, die Mutter, wird schwer verletzt in die Karlsklinik eingeliefert.
Mia Kunze ist die neue Schwesternschülerin auf Station. Yannick ist an ihr interessiert, sie reagiert zunächst kühl, doch dann verabreden sie sich. Mia muss bald feststellen, dass sie schwanger ist. Sie bespricht sich mit Yannick und zieht eine Abtreibung in Betracht. Bei einem Spieleabend in der WG bemerkt Betty, dass auch Oliver Weiss und Rike Gefallen aneinander finden.
Prof. von Arnstett lässt sich von Dr. Stern als Chefarzt vertreten, worüber sich Betty freut. Dr. Koopmann ist darüber sehr verärgert und versucht gegen seinen Konkurrenten zu intrigieren. Dr. Stern ist wegen seiner neuen Aufgaben zunehmend gestresst und streitet sich dadurch sowohl mit Betty als auch mit Koopmann. Frank Stern und Betty vertragen sich wieder, doch dann bewirbt sich Stern auf eine Chefarztstelle in München, ohne mit Betty darüber vorher zu sprechen, was zu weiteren Verstimmungen führt. Er erhält die Zusage für die neue Stelle, das Klinikum in München erkundigt sich sogar, ob Betty als Stationsschwester ebenfalls an die Isar wechseln wolle.

### Staffel 9
Dr. Stern will einen Neuanfang als Chefarzt in München wagen, doch Betty ist hin- und hergerissen, ob sie auch an dasselbe Klinikum wechseln oder in Aachen bleiben sollte. Ava erfährt von Mias Schwangerschaft und will ihr helfen. Nach einem Abend bei Familie Weiss entscheidet sich Mia für ihr Kind. Betty will sie unterstützen und geht deswegen nicht nach München. Frank Stern macht Betty einen Heiratsantrag, den diese ablehnt. Er verlässt Aachen, Betty vermisst ihn.
Die Pflegedienstleiterin Mechthild Puhl verspricht Mia, die Ausbildung nach der Geburt des Kindes fortsetzen zu können. Doch dann erleidet Mia eine Fehlgeburt. Puhl vermisst den Winzer Konrad, mit dem sie zusammen gewesen ist. Jener will Mechthild wiedersehen und kommt nach Aachen. Die beiden verloben sich, nachdem er sich entschlossen hat, ihretwegen nach Aachen zu ziehen.
Vorübergehend ernennt Prof. von Arnstett Dr. Abbas zur Chefärztin, worüber Dr. Koopmann frustriert ist. Koopmanns Bruder kommt erneut in die Klinik: Dieses Mal bittet Mirko ihn darum, ihn für tot zu erklären, um sich vor einer Drogenbande schützen zu können, denen er Geld schuldet und die ihn deshalb umbringen wollen. Dr. Tom Koopmann lässt sich darauf ein, nachdem auf seinen Bruder geschossen wurde.
Rikes Ehe ist nun geschieden worden und sie will mit Oliver Weiss eine neue Familie gründen: Sie möchte ein Kind, für ihn ist die Familienplanung hingegen abgeschlossen. Rike vergisst die Pille, setzt diese dann sogar ab und vermutet, schwanger zu sein. Sie gesteht dies Betty, woraufhin jene wütend wird. Rike ist zwar nicht schwanger, doch Oliver trennt sich dennoch von ihr, weil sie ihn hintergangen hat.
Ein neuer Assistenzarzt, Dr. Paul Eckart, kommt an die Klinik. Ava flirtet sofort mit ihm, er ist jedoch nicht an ihr interessiert. Dann erfährt sie, dass er homosexuell ist.
Dr. Nadira Abbas’ Tochter kommt auf Station, Lukas verliebt sich in Sofia Abbas. Prof. von Arnstett fährt zusammen mit seiner Patentochter Sofia Ski und verletzt sich dabei schwer. In der Karlsklinik wird er behandelt. Dr. Koopmann übernimmt in Vertretung den Chefarztposten. Sofia erfährt nun, dass Alexander ihr leiblicher Vater ist. Beide sind sehr enttäuscht, dass Nadira ihnen das verschwiegen hat.
Dr. Koopmanns Mutter wird in der Karlsklinik behandelt, sie liegt im Sterben. Daraufhin will der offiziell für tot erklärte Mirko seine Mutter nochmals sehen. Die stellvertretende Geschäftsführerin Wedekind, mit der Dr. Koopmann eine kurze Affäre hat, erfährt von dem Betrug. Daraufhin verlässt Dr. Koopmann die Klinik.
Der Physiotherapeut David Weber soll Prof. von Arnstett behandeln. Dr. von Arnstett wird Interims-Chefärztin, doch Prof. von Arnstett mischt sich als Patient immer wieder in die Arbeit seiner Schwester ein.
Lukas wird beschuldigt, eine Patientin sexuell belästigt zu haben, worauf Sofia entsetzt ist. Lukas ist daraufhin enttäuscht und weiß nicht, ob es mit Sofia weitergehen kann.
Nach dem ersten Date zwischen David und Betty glaubt sie, ihre Liebe gefunden zu haben. Als es dann aber zu einem Wasserschaden bei David kommt, beschließen beide, dass David bei Betty vorübergehend einziehen kann. Die Sanierung dauert aber länger und Betty ist sich nicht bewusst, ob sie für ein richtiges Zusammenleben bereit ist. Dr. Sterns plötzliches Auftauchen in der Karlsklinik bringt emotionale Konflikte mit sich. Betty fragt sich, ob sie mit der Vergangenheit wirklich abgeschlossen hat.
Betty bekommt ein Angebot aus Namibia, dem sie gerne folgen möchte. Als sich Dr. Sterns Abschied aus der Karlsklinik anbahnt und David mit nach Namibia möchte, weiß sie, was sie schlussendlich will. David hat verstanden, dass Betty Dr. Stern immer noch liebt und verlässt daraufhin die Karlsklink. Betty spricht mit Frank, dieser nimmt das Angebot von Betty an, mit nach Namibia zu gehen. Am Ende nimmt Betty den Heiratsantrag von Frank an.[veraltet] 
In der letzten Folge wird die neue "Betty", Elisabeth Hertz, als Nachfolgerin von Betty Weiss eingeführt. Elisabeth Hertz hat eine persönliche Vorgeschichte mit Dr. Julius Walden, der sie zunächst als Einziger "Betty" nennt.

## Hintergrund
Die Handlung der Serie spielt in Aachen. Für die Innenszenen der fiktiven Karlsklinik wurde in den ersten Staffeln eine Etage im Klinikum Leverkusen verwendet. Aktuell wird in einem umgebauten Stockwerk im Industriegebiet von Köln-Longerich gedreht.
Die Folge Hitzewelle war eigentlich in der 6. Staffel vorgesehen, entfiel jedoch zunächst wegen Sondersendungen zur Covid-19-Pandemie. Sie wurde dann als 5. Folge der 7. Staffel im Oktober 2020 gesendet.
In der vierten Staffel wurde die Hauptdarstellerin Bettina Lamprecht durch Annina Hellenthal ersetzt, in der zehnten Staffel diese durch Henrike Hahn.

## Dreharbeiten
Die 1. Staffel (1–12) wurde von Juni bis November 2014 produziert und zwischen Januar und April 2015 ausgestrahlt.
Die Dreharbeiten zur 2. Staffel (13–24) fanden von Mai bis Dezember 2015 statt. Die Ausstrahlung erfolgte ab Januar 2016.
Die Dreharbeiten zur 3. Staffel mit 13 neuen Episoden (25–37) fanden von Juli bis Dezember 2016 statt. Die Erstausstrahlung erfolgte zwischen Januar und April 2017.
Die Dreharbeiten zur 4. Staffel mit weiteren 26 Folgen (38–63) fanden zwischen Februar und Dezember 2017 statt. Die Ausstrahlung erfolgte ab 29. September 2017.
Die Dreharbeiten zur 5. Staffel mit 25 neuen Episoden (64–88) fanden zwischen Mitte Februar 2018 und Ende Oktober statt. Die Ausstrahlung erfolgte ab Mitte Oktober 2018 im ZDF.
Die Dreharbeiten zur 6. Staffel fanden vom 6. Februar 2019 bis 20. September 2019 in Aachen sowie Köln und Umgebung statt, die Ausstrahlung erfolgte zwischen September 2019 und April 2020.
Die Dreharbeiten zur 7. Staffel fanden ab Herbst 2019 bis zur Corona-Unterbrechung im März 2020 statt und wurden von April bis Ende November 2020 fortgesetzt. Die Ausstrahlung erfolgte zwischen September 2020 und März 2021.
Die Dreharbeiten zur 8. Staffel begannen am 22. Februar 2021 und dauerten bis 13. Dezember 2021 an. Gedreht wurden 27 neue Folgen. Die Ausstrahlung der 27 neuen Folgen startete am 24. September 2021 und wurde nach der Folge Wagnisse am 8. April 2022 durch eine Sommerpause unterbrochen. Die letzten drei Folgen der 8. Staffel wurden als Auftaktfolgen der 9. Staffel ab 9. September 2022 im ZDF ausgestrahlt. Im Anschluss daran werden 26 neue Folgen ausgestrahlt, sodass die Staffel auf insgesamt 29 neue Folgen kommt. Die Dreharbeiten zur 9. Staffel mit 27 weiteren Folgen begannen am 8. Februar 2022 und dauerten bis 16. Dezember 2022 an.
Die Dreharbeiten zur 10. Staffel begannen im März 2023 und endeten im Dezember 2023. Es entstanden 26 neue Folgen mit der neuen Hauptdarstellerin Henrike Hahn. Die Ausstrahlung erfolgte ab 29. September 2023.
Die Dreharbeiten zu einer 11. Staffel mit 26 weiteren Folgen, liefen von Februar 2024 die bis Dezember 2024. Die Ausstrahlung erfolgte ab 11. Oktober 2024.
Im Februar 2025 begannen die Dreharbeiten zu einer 12. Staffel mit 24 neuen Folgen, die bis Dezember 2025 andauern sollen. Die Ausstrahlung ist ab Herbst 2025 vorgesehen.

## Besetzung

### Hauptdarsteller
● Hauptrolle, (N) Nebenrolle, (G) Gastrolle
| Rolle Hauptprotagonistin | 1 | 2 | 3 | 4   | 5 | 6 | 7 | 8 | 9   | 10 | 11 |
| ------------------------ | - | - | - | --- | - | - | - | - | --- | -- | -- |
| Bettina „Betty“ Dewald   | ● | ● | ● | (G) |   |   |   |   |     |    |    |
| Bettina „Betty“ Weiss    |   |   |   | ●   | ● | ● | ● | ● | ●   |    |    |
| Elisabeth „Betty“ Hertz  |   |   |   |     |   |   |   |   | (G) | ●  | ●  |

Weitere Hauptdarsteller
| Rolle                               | 1   | 2   | 3   | 4   | 5   | 6 | 7   | 8 | 9   | 10 | 11  |
| ----------------------------------- | --- | --- | --- | --- | --- | - | --- | - | --- | -- | --- |
| Lizzy Riedmüller                    | ●   | ●   | ●   | ●   |     |   |     |   |     |    |     |
| Dr. Marco Behring                   | ●   | ●   | ●   | ●   |     |   |     |   |     |    |     |
| Talula Lewandowski (geb. Pfeifer) † | ●   | ●   | ●   | ●   | ●   | ● |     |   |     |    |     |
| Dr. Tobias Lewandowski              | ●   | ●   | ●   | ●   | ●   | ● | ●   |   |     |    |     |
| Mechthild Puhl                      | ●   | ●   | ●   | ●   | ●   | ● | ●   | ● | ●   | ●  | ●   |
| Dr. Helena von Arnstett             | ●   | ●   | ●   | ●   | ●   | ● | ●   | ● | ●   | ●  | ●   |
| Safi Edemir                         | (N) | (N) | (N) | (N) | (N) | ● | ●   | ● | ●   | ●  | ●   |
| Prof. Dr. Alexander von Arnstett    |     |     | ●   | ●   | ●   | ● | ●   | ● | ●   | ●  | (●) |
| Hanna Winter                        |     |     |     | ●   | ●   | ● | ●   |   |     |    |     |
| Dr. Frank Stern                     |     |     |     | ●   | ●   | ● | ●   | ● | (N) |    |     |
| Ava Edemir                          |     |     |     | ●   | ●   | ● | ●   | ● | ●   | ●  | ●   |
| Lukas Hilpert                       |     |     |     |     |     | ● | ●   | ● | ●   | ●  | ●   |
| Rike Köhler                         |     |     |     |     |     |   | ●   | ● | ●   | ●  |     |
| Dr. Tom Koopmann                    |     |     |     |     |     |   | (G) | ● | ●   |    |     |
| Dr. Nadira Abbas                    |     |     |     |     |     |   |     | ● | ●   | ●  | ●   |
| Mia Kunze                           |     |     |     |     |     |   |     | ● | ●   | ●  | ●   |
| Dr. Paul Eckart                     |     |     |     |     |     |   |     |   | ●   | ●  | ●   |
| Dr. Julius Walden                   |     |     |     |     |     |   |     |   | ●   | ●  | ●   |
| Zoe Breitner                        |     |     |     |     |     |   |     |   |     | ●  | ●   |
| Dr. Tarik Şahin                     |     |     |     |     |     |   |     |   |     |    | ●   |

Sortiert nach Einstiegsdatum in die Serie:
| Schauspieler            | Rolle                   | Episoden           | Staffeln | Zeitraum | Bemerkungen |
| ----------------------- | ----------------------- | ------------------ | -------- | -------- | --- |
| Sybille J. Schedwill    | Mechthild Puhl          | 1–                 | 1–       | 2015–    | Pflegedienstleiterin der Karlsklinik Verlobte von Konrad Wagner, Ex-Ehefrau von Joachim Puhl |
| Ercan Durmaz            | Safi Edemir             | 7–                 | 1–       | 2015–    | Imbissbudenbetreiber Onkel von Ava Edemir Nebendarsteller bis Episode 96 |
| Claudia Hiersche        | Dr. Helena von Arnstett | 9–                 | 1–       | 2015–    | Neurochirurgin, Stationsärztin der Aufnahmestation, kommissarische Chefärztin (Episoden 53–55) Schwester von Prof. Dr. Alexander von Arnstett, Ex-Freundin von Dr. Marco Behring, Ex-Affäre von Lukas Hilpert |
| Rona Özkan              | Ava Edemir              | 39–                | 4–       | 2017–    | Krankenpflegerin, ehemalige Schwesternschülerin der Aufnahmestation Nichte von Safi Edemir, Tochter von Emre und Bahar Edemir, Freundin von Finn Eckart                                                       |
| Yasmina Djaballah       | Dr. Nadira Abbas        | 149–157, 161, 163– | 8–       | 2021–    | Stationsärztin der Aufnahmestation Mutter von Sofia Abbas, Ex-Affäre von Prof. Dr. Alexander von Arnstett |
| Antonia Döring          | Mia Kunze               | 153–               | 8–       | 2022–    | Schwesternschülerin der Aufnahmestation Ex-Affäre von Yannick Weiss |
| Florian Frowein         | Dr. Paul Eckart         | 170–               | 9–       | 2022–    | Assistenzarzt der Aufnahmestation Ex-Freund von Ron Berger, Bruder von Finn Eckart |
| Constantin Lücke        | Dr. Julius Walden       | 183–               | 9–       | 2023–    | Stationsarzt der Aufnahmestation (Episoden 183–226), Chefarzt der Karlsklinik (seit Episode 227), zuvor kommissarisch (224–226) Ex-Ehemann von Elisabeth „Betty“ Hertz                                        |
| Henrike Hahn            | Elisabeth „Betty“ Hertz | 191–               | 9–       | 2023–    | Leitende Krankenpflegerin der Aufnahmestation, Ex-Ehefrau von Dr. Julius Walden |
| Catherine Chikosi       | Zoe Breitner            | 209–               | 10–      | 2024–    | Krankenpflegerin in der Aufnahmestation; Tochter von Harald Breitner; Lebensgefährtin von Markus |
| Nicolas Fethi Türksever | Dr. Tarik Şahin         | 230–               | 11–      | 2024–    | Notarzt, Stationsarzt der Aufnahmestation |

### Nebendarsteller
| Schauspieler          | Rolle                  | Episoden           | Staffeln | Zeitraum               | Bemerkungen |
| --------------------- | ---------------------- | ------------------ | -------- | ---------------------- | --- |
| Adnan Maral           | Emre Edemir            | 85, 100, 106, 147  | 5–       | 2019–                  | Vater von Ava Edemir, Bruder von Safi Edemir, Ehemann von Bahar Edemir |
| Şiir Eloğlu           | Bahar Edemir           | 106, 147           | 6–       | 2020–                  | Mutter von Ava Edemir, Ehefrau von Emre Edemir |
| Peggy Lukac           | Katharina von Arnstett | 114–115, 160–163   | 7–8      | 2020, 2022             | Mutter von Prof. Dr. Alexander von Arnstett und Dr. Helena von Arnstett, Großmutter von Sofia Abbas, Witwe von Prof. Dr. Claus von Arnstett Peggy Lukac war in Folge 42 bereits in einer Episodenrolle zu sehen                  |
| Thomas Balou Martin   | Konrad Wagner          | 121–135, 172, 212– | 7–       | 2020–2021, 2022, 2024– | Verlobter von Mechthild Puhl |
| Moritz von Zeddelmann | Ron Berger             | 127–               | 7–       | 2020–                  | Mitarbeiter von Safi Samenspender von Lina Jahnke; Ex-Freund von Dr. Paul Eckart Moritz von Zeddelmann war in Folge 50 bereits in einer Episodenrolle zu sehen                                                                   |
| Kiara Brunken         | Sofia Abbas            | 161, 175–          | 8, 9–    | 2022–                  | Schwesternschülerin der inneren Medizin Tochter von Dr. Nadira Abbas und Prof. Dr. Alexander von Arnstett, Enkelin von Katharina und Prof. Dr. Claus von Arnstett, Nichte von Dr. Helena von Arnstett, Ehefrau von Lukas Hilpert |
| Jonas Minthe          | Markus Seiler          | 233–               | 11       | 2025–                  | Anlangeberater Freund von Zoe Breitner |

### Ehemalige Hauptdarsteller
| Schauspieler      | Rolle                               | Episoden             | Staffeln | Zeitraum        | Bemerkungen |
| ----------------- | ----------------------------------- | -------------------- | -------- | --------------- | --- |
| Bettina Lamprecht | Bettina „Betty“ Dewald              | 1–37, 47–48          | 1–3, 4   | 2015–2017       | Ehemalige leitende Krankenpflegerin der Aufnahmestation Tochter von Prof. Dr. Christian Wehmann und Wanda Dewald, Freundin von Dr. Marco Behring, Ex-Freundin von Tamás Liszt und Jan Petersen                                                                                             |
| Theresa Underberg | Lizzy Riedmüller                    | 1–47                 | 1–4      | 2015–2017       | Ehemalige stellvertretende leitende Krankenpflegerin der Aufnahmestation Ex-Freundin von Prof. Dr. Christian Wehmann |
| Maximilian Grill  | Dr. Marco Behring                   | 1–48                 | 1–4      | 2015–2017       | Ehemaliger Stationsarzt der Aufnahmestation, ehemaliger kommissarischer Chefarzt der Karlsklinik (Episoden 25–34) Vater einer verstorbenen Tochter, Freund von Betty Dewald, Ex-Freund von Dr. Helena von Arnstett                                                                         |
| Carolin Walter    | Talula Lewandowski (geb. Pfeifer) † | 1–95                 | 1–6      | 2015–2019       | Ehemalige Krankenpflegerin (Episoden 35–95), davor Schwesternschülerin der Aufnahmestation (Episoden 1–34) Mutter von Emil Lewandowski, Ehefrau von Tobias Lewandowski, stirbt in Episode 95 bei einem Verkehrsunfall                                                                      |
| Marie Zielcke     | Hanna Winter                        | 45–122               | 4–7      | 2017–2020       | Ehemalige Krankenpflegerin der Aufnahmestation Ex-Freundin von Dr. Frank Stern und Prof. Dr. Alexander von Arnstett |
| Eric Klotzsch     | Dr. Tobias Lewandowski              | 1–139                | 1–7      | 2015–2021       | Ehemaliger Stationsarzt (Episoden 25–139), davor Arzt in Weiterbildung (Episoden 1–24) der Aufnahmestation Vater von Emil Lewandowski, Sohn von Prof. Dr. Friedhelm Lewandowski, Freund von Sanne Peters, Witwer von Talula Lewandowski; wandert mit Sanne nach Schweden aus               |
| Max Alberti       | Dr. Frank Stern                     | 49–167, 183, 189–192 | 4–9      | 2017–2022, 2023 | Ehemaliger leitender Stationsarzt der Aufnahmestation Vater von Emily Hansen, Verlobter von Betty Weiss, Ex-Freund von Hanna Winter, Ex-Affäre von Paula Hansen; geht in Episode 167 nach München und nimmt dort eine Chefarztstelle an, wandert in Episode 192 mit Betty nach Namibia aus |
| Tobias Licht      | Dr. Tom Koopmann                    | 139–181              | (7), 8–9 | 2021–2023       | Ehemaliger Stationsarzt der Aufnahmestation, ehemaliger stellvertretender Chefarzt (Episode 178–181) Ex-Freund von Haruko Wedekind, One-Night-Stand von Rike Köhler; verlässt die Karlsklinik, um sich um seine krebskranke Mutter zu kümmern                                              |
| Annina Hellenthal | Bettina „Betty“ Weiss               | 38–192               | 4–9      | 2017–2023       | Ehemalige leitende Krankenpflegerin der Aufnahmestation Mutter von Yannick Weiss, Verlobte von Dr. Frank Stern, Noch-Ehefrau von Oliver Weiss, Ex-Freundin von David Weber; verlässt in Episode 192 die Karlsklinik, um zusammen mit Frank nach Namibia zu gehen                           |
| Isabell Horn      | Rike Köhler                         | 126–207, 211         | 7–10     | 2020–2024       | Ehemalige Krankenpflegerin der Aufnahmestation Ex-Ehefrau von Axel Köhler, Ex-Freundin von Oliver Weiss, One-Night-Stand von Dr. Tom Koopmann, verlässt in Episode 207 die Karlsklinik |
| Florian Fitz      | Prof. Dr. Alexander von Arnstett    | 34–226               | 3–11     | 2017–2024       | Ehemaliger Chefarzt der Karlsklinik Vater von Sofia Abbas, Bruder von Dr. Helena von Arnstett, Ex-Freund von Dr. Christine Meinhardt und Hanna Winter, Ex-Affäre von Dr. Nadira Abbas, verlässt die Karlsklinik um eine Segel-Reise zu machen                                              |
| Niklas Löffler    | Lukas Hilpert                       | 104–244              | 6–11     | 2020–2025       | Krankenpfleger der Aufnahmestation Ehemann von Sofia Abbas, Ex-Affäre von Dr. Helena von Arnstett |

### Ehemalige Nebendarsteller
| Schauspieler                                              | Rolle                           | Episoden                                         | Zeitraum                    | Bemerkungen |
| --------------------------------------------------------- | ------------------------------- | ------------------------------------------------ | --------------------------- | --- |
| Patrick Kalupa                                            | Tamás Liszt                     | 1–19                                             | 2015–2016                   | Ex-Freund von Bettina Dewald; One-Night-Stand von Karla Schultik; Vater von Lilly                                                                                  |
| Marie Mayer                                               | Karla Schultik                  | 1–3, 5                                           | 2015                        | One-Night-Stand von Tamás Liszt; Mutter von Lilly |
| Teresa Harder                                             | Wanda Dewald                    | 1–37                                             | 2015–2017                   | ehemalige Besitzerin eines Nagelstudios Mutter von Bettina Dewald, Ex-Lebensgefährtin von Prof. Dr. Christian Wehmann, geht für ein Philosophie-Studium nach Paris |
| Michael Abendroth                                         | Prof. Dr. Weirich               | 1–12                                             | 2015                        | Ärztlicher Direktor der Karlsklinik |
| Maximilian Reichenbach                                    | Sascha Valentino                | 1–49                                             | 2015–2017                   | Krankenpfleger der Aufnahmestation |
| Roland Koch                                               | Prof. Dr. Christian Wehmann     | 13–24                                            | 2016                        | Chefarzt der Karlsklinik, Prof. für Kardiologie und Lungenheilkunde Vater von Betty Dewald, Ex-Lebensgefährte von Wanda Dewald und Lizzy Riedmüller                |
| Markus Maria Profitlich                                   | Ludwig Pfeifer                  | 15, 42, 93, 96, 99, 101, 124                     | 2016–2020                   | Vater von Talula Pfeifer, Ehemann von Petra Pfeifer, Großvater von Emil                                                                                            |
| Franziska Traub                                           | Petra Pfeifer                   | 15, 33, 93, 96, 99, 101, 124                     | 2016–2020                   | Mutter von Talula Pfeifer, Ehefrau von Ludwig Pfeifer, Großmutter von Emil                                                                                         |
| Axel Pape                                                 | Prof. Dr. Friedhelm Lewandowski | 18, 36, 37, 41, 42, 93, 96                       | 2016–2019                   | Vater von Tobias Lewandowski, Großvater von Emil |
| Jürgen Hartmann                                           | Joachim Puhl                    | 22–24, 155                                       | 2016, 2022                  | Ex-Ehemann von Mechthild Puhl |
| Matthias Ziesing                                          | Jan Petersen                    | 25–37                                            | 2017                        | ehemaliger Verwaltungsdirektor der Karlsklinik Ex-Freund von Betty Dewald                                                                                          |
| Lore Richter                                              | Dr. Mira Köttner                | 26–53                                            | 2017–2018                   | Ärztin in Weiterbildung. Ehemalige Angestellte der Karlsklinik |
| Heiko Pinkowski                                           | Holger Thelen                   | 30–45                                            | 2017                        | ehemaliger Krankenpfleger der Aufnahmestation |
| Alexander Koll                                            | Oliver Weiss                    | 38–89, 94, 97–98, 151–176, 193–194               | 2017–2019, 2021, 2022, 2023 | Rettungssanitäter Vater von Yannick Weiss, Freund von Katja Seidel, Noch-Ehemann von Betty Weiss, Ex-Freund von Rike Köhler                                        |
| Alvar Goetze                                              | Yannick Weiss                   | 39–57, 72, 97–98, 149–158, 163                   | 2017–2018, 2019, 2021–2022  | Sohn von Betty Weiss und Oliver Weiss, Ex-Affäre von Mia Kunze |
| Jonas Liedtke (ab Episode 93), zuvor ungenannter Komparse | Emil                            | 40–, 96–97, 99, 101–102, 108, 110, 111, 132, 139 | 2017–2021                   | Sohn von Dr. Tobias Lewandowski und der verstorbenen Talula Lewandowski (geb. Pfeifer)                                                                             |
| Charley Ann Schmutzler                                    | Leyla Schmidt                   | 41, 52, 67                                       | 2017–2018                   | Freundin von Ava Edemir |
| Monika Lennartz                                           | Ilse Stern †                    | 52, 56, 69–70, 80, 87–89, 105                    | 2018–2020                   | Großmutter von Dr. Frank Stern, verstirbt im Verlauf der Episode 105                                                                                               |
| Jytte-Merle Böhrnsen                                      | Josephine Herz                  | 59, 60, 63, 66, 76, 77, 79, 80, 87, 88           | 2018–2019                   | Verehrerin und Ex-Freundin von Tobias Lewandowski |
| Doris Schretzmayer                                        | Dr. Christine Meinhardt         | 89–104                                           | 2019–2020                   | Stationsärztin der Aufnahmestation Ex-Freundin von Prof. Dr. Alexander von Arnstett                                                                                |
| Monika Wegener                                            | Sanne Peters                    | 110–139                                          | 2020–2021                   | Freundin von Dr. Tobias Lewandowski, in Episode 139 verlassen beide die Karlsklinik und wandern nach Schweden aus                                                  |
| Michael Mendl                                             | Prof. Dr. Claus von Arnstett †  | 114–115                                          | 2020                        | Vater von Prof. Dr. Alexander von Arnstett und Dr. Helena von Arnstett, Ehemann von Katharina von Arnstett, er stirbt bei Autounfall in Folge 160                  |
| Nina Kaiser                                               | Emily Hansen                    | 117–132                                          | 2020–2021                   | Tochter von Paula Hansen und Dr. Frank Stern |
| Maya Henselek                                             | Paula Hansen                    | 122–132                                          | 2020–2021                   | Mutter von Emily Hansen, Ex-Affäre von Dr. Frank Stern |
| Nina Petri                                                | Gabriele Sanchez                | 139–150                                          | 2020–2021                   | Mutter von Betty Weiss, Großmutter von Yannick Weiss |
| Tobias van Dieken                                         | Mirko Koopmann                  | 157–159, 168–169, 179–181                        | 2022–2023                   | Sohn von Marion Koopmann, Bruder von Dr. Tom Koopmann |
| Agnes Decker                                              | Haruko Wedekind                 | 172–181, 185                                     | 2022–2023                   | Stellvertretende Geschäftsführerin der Höfer-Kliniken Ex-Freundin von Dr. Tom Koopmann                                                                             |
| Lina Wendel                                               | Marion Koopmann                 | 179–181                                          | 2023                        | Mutter von Dr. Tom Koopmann und Mirko Koopmann |
| Wayne Carpendale                                          | David Weber                     | 181–191                                          | 2023                        | Physiotherapeut, Ex-Freund von Betty Weiss |
| Yannik Meyer                                              | Finn Eckart                     | 208–225, 244                                     | 2024–2025                   | Mitarbeiter im Sozialdienst, Bruder von Dr. Paul Eckart, Freund von Ava Edemir                                                                                     |

## Episodenliste
Die Erstveröffentlichung der einzelnen Episoden erfolgt im Streamingportal des ZDF über das Internet eine Woche vor der Erstausstrahlung im Fernsehen.
| Staffel | Episodenanzahl | Episodennummer | Erstausstrahlung | Erstausstrahlung |
| Staffel | Episodenanzahl | Episodennummer | Staffelpremiere  | Staffelfinale    |
| ------- | -------------- | -------------- | ---------------- | ---------------- |
| 1       | 12             | 01–012         | 09. Jan. 2015    | 10. Apr. 2015    |
| 2       | 12             | 013–024        | 08. Jan. 2016    | 22. Apr. 2016    |
| 3       | 13             | 025–037        | 06. Jan. 2017    | 07. Apr. 2017    |
| 4       | 26             | 038–063        | 29. Sep. 2017    | 13. Apr. 2018    |
| 5       | 25             | 064–088        | 12. Okt. 2018    | 05. Apr. 2019    |
| 6       | 25             | 089–113        | 27. Sep. 2019    | 03. Apr. 2020    |
| 7       | 26             | 114–139        | 18. Sep. 2020    | 26. März 2021    |
| 8       | 24             | 140–163        | 24. Sep. 2021    | 08. Apr. 2022    |
| 9       | 29             | 164–192        | 16. Sep. 2022    | 21. Apr. 2023    |
| 10      | 26             | 193–218        | 29. Sep. 2023    | 05. Apr. 2024    |
| 11      | 26             | 219–244        | 11. Okt. 2024    | 04. Apr. 2025    |
| 12      | 24             | 245–268        |                  |                  |

## Rezeption

### Kritiken
Gϊti Hatef-Rossa von tittelbach.tv lobte das Grundkonzept der Sendung, merkte dabei aber auch an, dass die Serie nicht viel Neues bietet.

„Eine resolute und kompetente Schwester kämpft für die Patienten und gegen Krankenhausapparat und Götter-in-Weiß-Arroganz. Nachdem die innovativen Ansätze für Serien dieses Genres, Hauptfiguren mit Migrationsgeschichte und Handicap, beim ZDF bereits im Programm sind, gesellt sich nun eine Serie hinzu, in der sich die Konflikte der sympathischen Titelheldin, pfiffig gespielt von Bettina Lamprecht, um berufliche Macht- & Geschlechter-Kämpfe drehen. Augenzwinkernd, versteht sich. Das bietet wenig Neues, ist aber eine vorabendtaugliche Serie in Dramedy-üblicher Kulisse.“

Frederic Servatius von Quotenmeter.de zog in seiner Kritik „Manchmal rutscht man besser auf der Bananenschale aus“ ein durchweg negatives Fazit zur Serie und meint, dass Bettina Lamprecht mit der „ZDF-Vorabendserie ‚Bettys Diagnose‘ […] ihr Talent [vergeude]“.

„Weder Innovation noch besonders gute Unterhaltung bietet die Serie nämlich. Lediglich in wenigen Momenten wird der Zuschauer zum Schmunzeln oder Nachdenken bewegt – in der Auftaktepisode vornehmlich in den Minuten, in denen Hugo Egon Balder seine Screen Time bekommt. […] Wenn eine Krankenhausserie wenig Emotion und keinen Humor hat, dann fehlt irgendwas. Um einen Vergleich mit den großen US-amerikanischen Genrevertretern zu bemühen: «Bettys Diagnose» hat wenig von «Grey's Anatomy» und gar nichts von «Scrubs». Wenn die Serie eine eigene Identität hätte, wäre dieses Manko nicht nur verträglich, die Produktion wäre eventuell sogar großartig. Hat sie aber nicht.“

### Einschaltquoten
Die Erstausstrahlung der ersten Episoden verfolgten 4,73 Millionen Zuschauer (Marktanteil: 15,8 %) ein. Die Einschaltquote sank bei Ausstrahlung der zweiten Episode auf 4,06 Millionen, dabei wurde mit 14,9 % ein leicht gesunkener Marktanteil gemessen.
In der Folge sanken die Einschaltquoten weiter: Zur dritten Episode sank die Einschaltquote unter 4 Millionen Zuschauer; bei der vierten Episode wurden 3,66 Millionen Zuschauer gemessen, was einem Marktanteil von 13,3 % entsprach.
In der 4. Staffel wurden trotz Wechsel der Hauptdarstellerin zu Staffelbeginn 3,55 Millionen Zuschauer und 15,2 Prozent gemessen. Die Einschaltquoten blieben nicht immer konstant, aber mit durchgehend mehr als 3 Millionen Zuschauern, kann die Staffel als großer Erfolg für das ZDF verbucht werden.

## DVD-Veröffentlichung
Deutschland
- Staffel 1 erschien am 29. Mai 2015
- Staffel 2 erschien am 20. Mai 2016
- Staffel 3 erschien am 28. April 2017
- Staffel 4.1 erschien am 16. Februar 2018
- Staffel 4.2 erschien am 18. Mai 2018
- Staffel 5.1 erschien am 22. März 2019
- Staffel 5.2 erschien am 24. Mai 2019
- Staffel 6 erschien am 8. Mai 2020
- Staffel 7 erschien am 7. Mai 2021
- Staffel 8 erschien am 20. Mai 2022
- Staffel 9 erschien am 23. Juni 2023
- Staffel 10 erschien am 31. Mai 2024
- Staffel 11 erscheint am 30. Mai 2025